# Henry Norman
Henry Norman, född 19 september 1858, död 4 juni 1939, var en brittisk industriman och politiker.
Norman var en av Storbritanniens ledande män inom järn- och kolbranschen, gav efter examina vid Harvard University och Leipzig uppslaget till Niagarafallens omhändertagandet av staten New York omkring 1880. Han verkade som journalist, forskningsresande och författare. Norman var biträdande redaktör för Daily Chronicle 1895-1899, liberal ledamot av underhuset 1900-23, biträdande "Postmaster General" 1910, och spelade en framträdande roll under första världskriget som rådgivare åt de allierades olika tekniska departement (han erhöll 1917 majors grad). Norman var en av de mest framstående vid organiserandet av den trådlösa telegrafin och radioverksamheten i Storbritannien. Norman blev 1906 Knight, 1915 baronet och 1918 ledamot av Privy Council.